# 멘 앳 워크 (시트콤)
《멘 앳 워크》(영어: Men at Work)는 2012년 5월 24일부터 2014년 3월 12일까지 TBS에서 방영된 시트콤이다.